# Houeydets
Houeydets é uma comuna francesa na região administrativa de Occitânia, no departamento dos Altos Pirenéus. Estende-se por uma área de 7,53 km². Em 2010 a comuna tinha 282 habitantes (densidade: 37,5 hab./km²).